# Niederstocken
Niederstocken est une localité et une ancienne commune suisse du canton de Berne, située dans l'arrondissement administratif de Thoune et la commune de Stocken-Höfen.

## Histoire
Le 1er janvier 2014, les communes de Niederstocken, Oberstocken et Höfen bei Thun fusionnent pour former la nouvelle commune de Stocken-Höfen.